# クリプト藻
クリプト藻は遊泳性の単細胞藻類で、淡水及び海水に広く分布する。人目に触れる機会は少ないが、一般的な池や湖沼の水を観察すればほぼ確実に目にする事ができる生物である。藻類の中でも小型の部類に入り、体長は3-50μm前後。およそ200種が知られているが、生活環の各ステージの細胞に別個の学名が与えられている、つまり命名が重複している可能性のある種が含まれている。

## 細胞構造
細胞はおおよそ扁平な米粒型で、米で言えば胚芽のあたりに2本の鞭毛を持つ。鞭毛基部の近傍にはガレット（咽喉部）と呼ばれる陥入部があり、ガレットの内壁にはこれを取り巻くようにトリコシスト（trichocyst; 毛胞）と呼ばれる射出装置が配されている。このトリコシストはちょうどトイレットペーパーが巻かれたような状態で収納されており、射出時にはこれが螺旋状に解けて展開する。ガレットの周囲には、他に眼点や反射体（refractile body）といった光学系の器官を持つ種もある。

### 鞭毛
クリプト藻の鞭毛は不等長〜亜等長で、種によって異なる。修飾としては鞭毛小毛や鱗片などが知られている。鱗片を持つ場合、この鱗片はロゼット状の特徴的な形態を示す。鞭毛小毛は鞭毛の軸に対して左右対称に生えているもの（両羽型）や片方にのみ生えているもの（片羽型）があり、2本の鞭毛における両羽/片羽の組み合わせも様々である。小毛は不等毛藻のそれとは異なり、軸部と先端毛から成る2部構成である（不等毛藻では基部を加えた3部構成）。クリプト藻の鞭毛小毛も不等毛藻と同様に推進力逆転の効果があると言われるが、前述のように片羽型の鞭毛や組み合わせの問題もあり、力学的な裏付けは取られていない。

### 葉緑体
クリプト藻の葉緑体はふつう細胞内に1つで、核やその他の細胞小器官を取り巻くように細胞表面に沿った形で配置されている。光合成色素はクロロフィルa/cとカロテノイド類、そしてフィコビリンタンパクとしてフィコシアニンやフィコエリスリン（フィコエリトリン）を含む。フィコビリンタンパクはチラコイドの内腔に詰まっている。その為クリプト藻のチラコイドは他の藻類よりも厚い。フィコシアニンを持つ Chroomonas 属では、細胞は藍藻のような青緑色を呈する。
クリプト藻の葉緑体は紅藻由来であるとされており、取り込まれた紅藻の核はヌクレオモルフとして葉緑体内に残存している。葉緑体膜は4重膜で、不等毛藻やハプト藻と同様に、最外膜は核膜と連絡している。ヌクレオモルフは外側の2枚（葉緑体ER）と内側の2枚との間の領域（periplastidal compartment）に位置しており、種によってはピレノイドに埋没する形になっている。この領域にはヌクレオモルフの他、真核型の80S rRNAやデンプン粒なども見られる。

### 細胞外被
クリプト藻の外被はペリプラスト（periplast）と呼ばれる。これは細胞膜とそれを裏打ちする板状の構造から成る。板状構造はタンパク質でできており、その規則的なパターンは分類形質としても有用である。

## 細胞内共生とクリプト藻
ヌクレオモルフを持つがゆえに、細胞内共生説との関係で研究者の注目を集めてきたクリプト藻であるが、さらにクリプト藻を細胞内に取り込んで保持する藻類や原生動物が報告されている。クリプト藻を葉緑体として活用する生物は、渦鞭毛藻や繊毛虫といったアルベオラータに多い。
渦鞭毛藻
- Amphidinium

A. wigrense、A. latum など。取り込むクリプト藻は複数の種類があり、色素組成の異なるクリプト藻を細胞の左右に保持している例も報告されている。
- Dinophysis
- Gymnodinium

G. acidotum が専らChroomonas を取り込む。
繊毛虫
- Mesodinium

主にM. rubrum。属は不明だが、複数匹のフィコエリスリン系の赤いクリプト藻を細胞内に保持する。

## 分布
淡水及び海水に広く分布する。北海や大西洋ではブルームの報告もある。

## 生活環と分類上の問題点
通常は無性的に二分裂で増殖する。少数ながら同形配偶による有性生殖も知られている。
古くから、クリプト藻はその生活環の中で異なる形態の鞭毛虫として生活する事が報告されていた。例えばProteomonas sulcata では複相世代が大型の鞭毛虫、単相世代が小型の鞭毛虫であり、それぞれのステージではペリプラストのパターンも異なる（Hill and Wetherbee 1986）。このような例はクリプト藻のごく一部だと考えられてきたが、実は大部分のクリプト藻に適用されるべき現象である事が近年報告された（Hoef-Emden and Melkonian 2003）。これにより、単相世代と複数世代における命名の重複が明らかになると共に、分類群の整理が要求される事となった。これはハプト藻と同様の問題であり、やはり培養技術や分子系統解析の発展に伴い明らかとなった問題である。

## 分類
古くは渦鞭毛植物門と合わせて炎色植物門（Division Pyrrophyta）にまとめられた事もあったが、後に同植物門は解体されている。近年では独立のクリプト植物門（Division Cryptophyta, Cavalier-Smith 1986）として扱うか、クリプト藻綱（Class Cryptophyceae, Pascher 1913, emend. Schoenichen, 1925) として綱レベルでの集団として扱うのが主流である。なお、下記の分類も、前述の生活環の問題を受けて再編中のものである点に留意されたい。
Division Cryptophyta クリプト植物門
Class Cryptophyceae クリプト藻綱
Family Cryptomonadaceae クリプトモナス科
- Cryptomonas、Chroomonas、Rhodomonas、Plagioselmis、Chilomonas

タイプ属であるCryptomonas 属を含む。Chilomonas 属では葉緑体が二次的に失われている。
Family Cryptochrysidaceae クリプトクリシス科
- Cryptochrysis

Family Goniomonadaceae ゴニオモナス科
- Goniomonas、Cyathomonas（Goniomonas 属へ統合）

無色クリプト藻。Chilomonas とは異なり、葉緑体を獲得する以前に分岐したグループである。
Family Hemiselmidaceae ヘミセルミス科
- Hemiselmis

Family Katablepharidaceae カタブレファリス科
- Katablepharis、Leucocryptos

無色クリプト藻。二本の鞭毛はそれぞれ遊泳鞭毛と曳航鞭毛（recurrent flagellum）として区別される。この科に関しては、カタブレファリス植物門（Division Katablepharidophyta）或いは同動物門（Phylum Kathablepharida）として独立させる意見もある。